# Królewska Szkoła Rzemiosł i Gospodarstwa Domowego dla Dziewcząt w Poznaniu

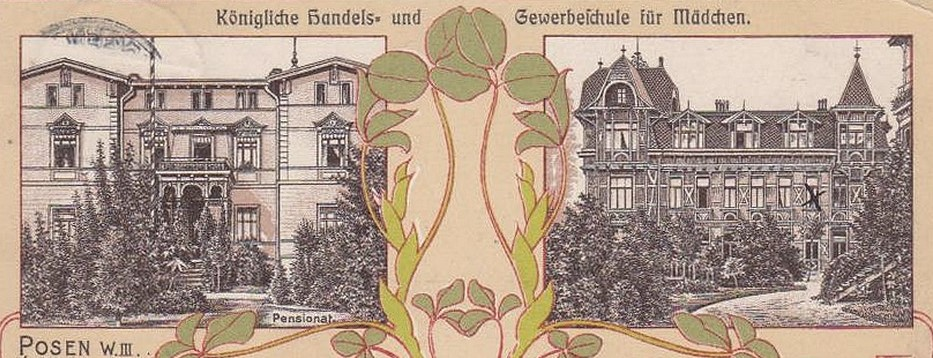
Budynek pensjonatu (po lewej) i szkoły na pocztówce z lat 1905–1910

Królewska Szkoła Rzemiosł i Gospodarstwa Domowego dla Dziewcząt w Poznaniu (niem. Königliche Gewerbe- und Haushaltungsschule für Mädchen, także Königliche Handels- und Gewerbeschule) – nieistniejąca szkoła usytuowana na rogu współczesnych ulic Zwierzynieckiej (niem. Tiergartenstrasse) i Roosevelta (dawniej niem. Glogauerstrasse).

## Historia
Szkoła została założona przez Emmę Köbke i pierwotnie swą siedzibę miała w kamienicy przy placu św. Piotra 3 (współcześnie plac Wiosny Ludów). Otwarto ją 1 stycznia 1881 roku dzięki zaangażowaniu i wsparciu finansowemu niemieckiego stowarzyszenia Schützen-Freu Verein. Prowadziła zajęcia w zakresie nauki rzemiosła, handlu i dziedzin artystycznych. Szkoła nosiła nazwę „Frauenschutz” i w księgach adresowych miasta Poznania (niem. Adress und Geschäfts-Handbuch der Stadt Posen, następnie Adressbuch der Provinzial-Hauptstadt Posen) przynajmniej od 1885 roku figurowała pod adresem św. Marcin 6 (niem. St. Martin), poprzez lata 1887, 1894 i 1895 do momentu przeniesienia do nowej siedziby przy ul. Zwierzynieckiej.
W 1892 roku na rogu Tiergartenstrasse 4, współczesnej ul. Zwierzynieckiej i Glogauerstrasse 21, współczesnej ul. Franklina Roosevelta (ówcześnie ul. Głogowska dochodziła do ul. Zwierzynieckiej), w głębi parceli wybudowano willę podmiejską z ogrodem dla dr. Andreasa Andresena.
W 1897 roku dobudowano od południa łącznik, który połączył willę z budynkiem, w którym ulokowano Królewską Szkołę Rzemiosł i Gospodarstwa Domowego. W willi natomiast umieszczono szkolny pensjonat. W dwudziestoleciu międzywojennym w willi mieściła się Państwowa Żeńska Szkoła Handlowo-Przemysłowa. Na planie miasta Poznania z 1920 roku (najstarszym w zbiorach Archiwum Państwowego w Poznaniu po odzyskaniu niepodległości) opisana jako „Szkoła przemysłowa i gospodarstwa kobiecego”.
Współcześnie budynek szkoły nie istnieje. Został rozebrany w 1926 roku i na jego miejscu, a także na sąsiadującym z nim placu składowym przedsiębiorstwa budowlanego postawiono modernistyczny budynek usługowo-mieszkalny dla Pocztowej Kasy Oszczędności, z salą widowiskową-kinową, gdzie funkcjonowało po 1945 roku kino Bałtyk.
Tradycję dawnej szkoły kontynuuje współcześnie Zespół Szkół Odzieżowych im. Władysława Stanisława Reymonta przy ul. Kazimierza Wielkiego 17 w Poznaniu.

## Opis
Dwukondygnacyjny budynek szkoły wybudowano w ryglowej konstrukcji ścian wypełnionych czerwoną cegłą. Reprezentował w budownictwie styl szwajcarski i tworzył akcent architektoniczny o rustykalnym charakterze. Mieszkalne poddasze zaprojektowano z dużą ilością dekoracji. Budynek otrzymał wielopołaciowy dach, który pokryto łupkiem i urozmaicono wieloma wystawkami i wykuszami z fantazyjnie wykonanymi daszkami. Także wokół okien zastosowano ozdobne rzeźbione obramienia, wykonane z dużym kunsztem sztuki snycerskiej.
Zadaniem szkoły było przygotowanie dziewcząt niepodlegających obowiązkowi nauki szkolnej do otrzymania odpowiedniego przygotowania do prowadzenia gospodarstwa domowego, a także zdobycia zawodu rękodzielniczego. W szkole prowadzono kursy: gotowania i prowadzenia gospodarstwa domowego, bieliźniarstwa, krawiectwa, robót ręcznych, także kursy: dla modystek i prasowaczek oraz kupiectwa, rysowania i malowania.
Willa, w której funkcjonował pensjonat, miała wysokość dwóch kondygnacji i od ul. Głogowskiej pięcioosiową symetryczną fasadę z ryzalitami na narożach i drewniany ganek tworzący powyżej balkon w osi elewacji. Ściany o konstrukcji szachulcowej maskowało tynkowanie oraz historyzujący detal.
Pensjonat w ramach opłaty rocznej 860 marek dla Niemek i 1200 marek dla dziewcząt pozostałych narodowości oferował zamieszkanie wraz z ogrzewaniem i wyżywieniem. Ponadto w opłatę wliczano koszty oświetlenia, prania, opieki lekarskiej i leków niezbędnych podczas choroby. Dostępne były lekcje rysunku i malowania w wymiarze 8 godzin tygodniowo. Nauka konwersacji w językach angielskim i francuskim oraz nauka tańca lub gry na fortepianie była dodatkowo płatna.